# 절망가요대전집

절망가요대전집(일본어: 絶望歌謡大全集)은 2007년 11월 21일부터 킹 레코드(스타 차일드)에서 발매된, 절망소녀들의 앨범 시리즈이다.

## 개요
- 애니메이션 안녕, 절망선생의 캐릭터 송 앨범이다.
- 초회한정판에는 엔드카드가 들어있다.
- 앨범커버는 작화감독인 모리오카 히데유키가 디자인했다.
- 대한민국에서는 정식 발매되지 않았다.

## 수록곡

### 절망가요대전집
1. 하느님과의 약속(神様との約束)
  - 작사 : 타다노 아츠미, 작·편곡 : Low - tech Son 
  - 노래 : 노나카 아이 (후우라 카후카), feat. 사이토 치와 (오토나시 메루)
2. 장미의 관 (薔薇の棺)
  - 작사 : 타다노 아츠미, 작곡 : 타시 토모카즈 / 편곡 : 콘도 아키오
  - 노래 : 이노우에 마리나 (키츠 치리)
3. 아지랭이 (かげろう)
  - 작사 : 타다노 아츠미, 작·편곡 : 키쿠야 토모키
  - 노래 : 사나다 아사미 (츠네츠키 마토이), 타니이 아스카 (코모리 키리)
4. 주인공(主人公)
  - 작사 : 타다노 아츠미 , 작·편곡 : 카와다 루카
  - 노래 : 신타니 료코 (히토우 나미)
5. MISS UNIVERSE(S)
  - 작사 : 타다노 아츠미 , 작곡 : 와다 코헤이 / 편곡 : 안도 타카히로
  - 노래 : 코바야시 유우 (키무라 카에레) feat. 사와시로 미유키 (세키우츠 마리아 타로)
6. fetish
  - 작사 : 타다노 아츠미 , 작·편곡 : cota
  - 노래 : 고토 유코 (코부시 아비루), 마츠키 미유 (후지요시 하루미)
7. 절세미인 (색다른 모드) {絶世美人（お色直しモード)}
  - 작사 : 타다노 아츠미 , 작곡 : 하시모토 유카리 / 편곡 : 鈴木"CHiBUN"智文
  - 노래 : 노나카 아이, 신타니 료코, 이노우에 마리나, 코바야시 유우,
8. 데드 라인 댄스, 데스 (デッド・ラインダンス、デス)
  - 작사 : 타다노 아츠미 , 작·편곡 : 하시모토 유카리
  - 노래 : 고토 유코, 미츠키 미유, 노나카 아이, 사나다 아사미, 사와시로 미유키, 신타니 료코, 이노우에 마리나, 코바야시 유우, 타니이 아스카,
9. 절창 (絶唱)
  - 작사 : 타다노 아츠미 , 작·편곡 : 하세가와 토모키
  - 노래 : 카미야 히로시 (이토시키 노조무)
10. 고고고・뷰티 (ゴゴゴ・ビューティー)
  - 작사 : 타다노 아츠미 , 작·편곡 : 하세가와 토모키
  - 노래 : 코바야시 유우
11. 마에다의 이야기
  - 나레이션 : 마에다
  - 히든트랙이다.

### 절망가요대전집 2
2009년 9월 30일날 발매되었다.
1. 피콜로 (ピッコロ)
  - 작사 : 타다노 아츠미 , 작·편곡 : 하시모토 유카리
  - 노래 : 노나카 아이
2. 옛 도시에 멈춰선 여자 (古都に佇む女)
  - 작사 : 타다노 아츠미 , 작·편곡 : R/O/N
  - 노래 : 키츠 치리
3. 금붕어의 키스 (金魚の接吻)
  - 작사 : 타다노 아츠미 , 작곡 : 다이치 편곡 : youwitch
  - 노래 : 사나다 아사미, 타니이 아스카
4. 36.7 °C (주인공 그 두번째) {36.7 °C (主人公 その似)}
  - 작사 : 타다노 아츠미 , 작·편곡 : 카와다 루카
  - 노래 : 신타니 료코
5. 프래절 걸 (フラジール・ガール)
  - 작사 : 타다노 아츠미 , 작·편곡 : 카와다 루카
  - 노래 : 코바야시 유우
6. 별의 금화산 (星の金貨山)
  - 작사 : 타다노 아츠미 , 작·편곡 : NARASAKI
  - 노래 : 사와시로 미유키
7. 잘라낸 선 (キリトリ線)
  - 작사 : 타다노 아츠미 , 작·편곡 : R/O/N
  - 노래 : 코부시 아비루
8. 깃털펜의 마법 (羽根ペンの魔法)
  - 작사 : 타다노 아츠미 , 작·편곡 : 콘도 아키오
  - 노래 : 미츠키 미유
9. 재투성이 소녀 (灰かぶりの少女)
  - 작사 : 타다노 아츠미 , 작·편곡 : 하세가와 토모키
  - 노래 : 고토 사오리 (카가 아이)
10. 절망레스토랑 (극악의 꽃들) {絶望レストラン（極悪ノ華達）}
  - 작사 : 타다노 아츠미 , 리믹스 : 미야자키 마코토
  - 노래 : 고토 유코, 미츠키 미유, 사나다 아사미, 타니이 아스카
11. 밀실 락커룸 (密室ロッカーズ・ルーム)
  - 작사 : 타다노 아츠미 , 작·편곡 : 미야자키 마코토
  - 노래 : 노나카 아이, 신타니 료코, 이노우에 마리나, 코바야시 유우